# 摩根·斯珀洛克
摩根·史柏路克（英語：Morgan Spurlock，1970年11月7日—2024年5月23日）是一位美國獨立製片導演和電影劇本作家，以紀錄片《大号的我》（Super Size Me）聞名。出生於西維吉尼亞州的帕克斯伯格市。
摩根史柏路克在拍攝紀錄片前，曾替美國音樂頻道MTV，拍攝I Bet You Will。並試圖申請美國南加州大学電影學院，連續五次都失敗。
2003年，史柏路克拍攝以自己為主角的《麥胖報告》記錄片電影。開始時，33歲的史柏路克身高6英尺2英寸（188）、體重185磅（84）、身高體重指數（BMI）為23.7、體脂肪率約11%，健康水平為中上。接著他連續30天，早午晚三餐吃麥當勞食品，並規定一定要同意服務員誘請將套餐「加大碼」（Super size）。30天之後，他的體重為210磅（95）、增加了25磅（11），BMI為26.87，體脂肪率約為18%，醫生檢查出有憂鬱症和肝臟衰竭跡象。這部紀錄片拍攝完成後，史柏路克花了14個月的時間才回到原來的體重。
史柏路克目前在電視台工作，替一個叫做《三十天》（30 Days）的電視節目做導演，此節目是在每一集都邀請一位主角，針對某個主題持續做30天的重複行為，如：在沃爾瑪連鎖超市（WalMart）工作三十天；並搭配與這個主題有關的社會議題探討。新聞集團旗下的FX電視網（FX Networks）已買下了該節目的首集。
2017年12月13日，史柏路克在推特坦承曾經性騷擾女性，為此醜聞立即從獨立製片公司「戰士詩人」（Warrior Poets）離職。這家公司是史柏路克於2004年與傑里米·基爾尼克（Jeremy Chilnick）和馬修·蓋爾金所共同創辦。
2024年5月23日，史柏路克因癌症併發症逝世，享年53歲。

## 外部連結
- 史柏路克的網誌
- IMDB資料庫中的資料 （页面存档备份，存于）